# Сурдін Володимир Георгійович
Володимир Георгійович Сурдін (нар. 1 квітня 1953 року, Міас) — радянський і російський астроном і популяризатор науки.
Кандидат фізико-математичних наук, доцент. Старший науковий співробітник Державного астрономічного інституту імені Штернберга, доцент фізичного факультету Московського університету.
Лауреат Премії імені Олександра Бєляєва та премії «Просветитель» за 2012 рік. Веде на YouTube канал «Неземний підкаст».

## Наукова діяльність
Закінчив фізичний факультет МДУ у 1976 році та аспірантуру під керівництвом І. С. Шкловського, захистивши в 1979 році дисертацію на здобуття наукового ступеня кандидата фізико-математичних наук на тему «Еволюція системи кулястих зоряних скупчень» (спеціальність — астрофізика).
Основні наукові результати відносяться до динаміки зоряних скупчень, процесів зореутворення, фізики міжзоряного середовища, динаміки об'єктів сонячної системи. Досліджував розподіл кулястих скупчень Галактики за масами як результат їхньої динамічної еволюції, роль припливних ефектів, вплив масивних гарячих зір на газ у молодих скупченнях.
Автор понад 100 наукових статей.
Член Міжнародного астрономічного союзу, Астрономічного товариства, бюро Наукової ради РАН з астрономії.

## Освітня діяльність
Свою освітню діяльність Сурдін розпочав ще студентом. З 1972 протягом багатьох років керував гуртком «Астрофізика» в Московському міському палаці піонерів на Ленінських горах.
Читав курси лекцій із загальної астрономії та спецкурс з зореутворення на фізичному факультеті МДУ. Також читав курс «Астрономія та суспільство» для студентів факультету журналістики МДУ і міжфакультетський курс лекцій «Основи астрономії» для студентів різних факультетів МДУ. Заслужений викладач Московського університету, почесний працівник освіти міста Москви. З 2015 веде курс лекцій з астрономії на фізичному факультеті Новосибірського державного університету.
Був членом центральної методичної комісії з астрономії Всеросійської олімпіади школярів. Автор низки навчальних посібників для школярів, що беруть участь в олімпіадах. Член редколегії журналу «Квант».
Читає дистанційні курси астрономії на порталах «Лекторіум» та «Відкрита освіта». Веде блок «Коротка історія часу» Стівена Хокінга в Нон-фікшн клубі на порталі «Синхронізація».

## Популяризація науки

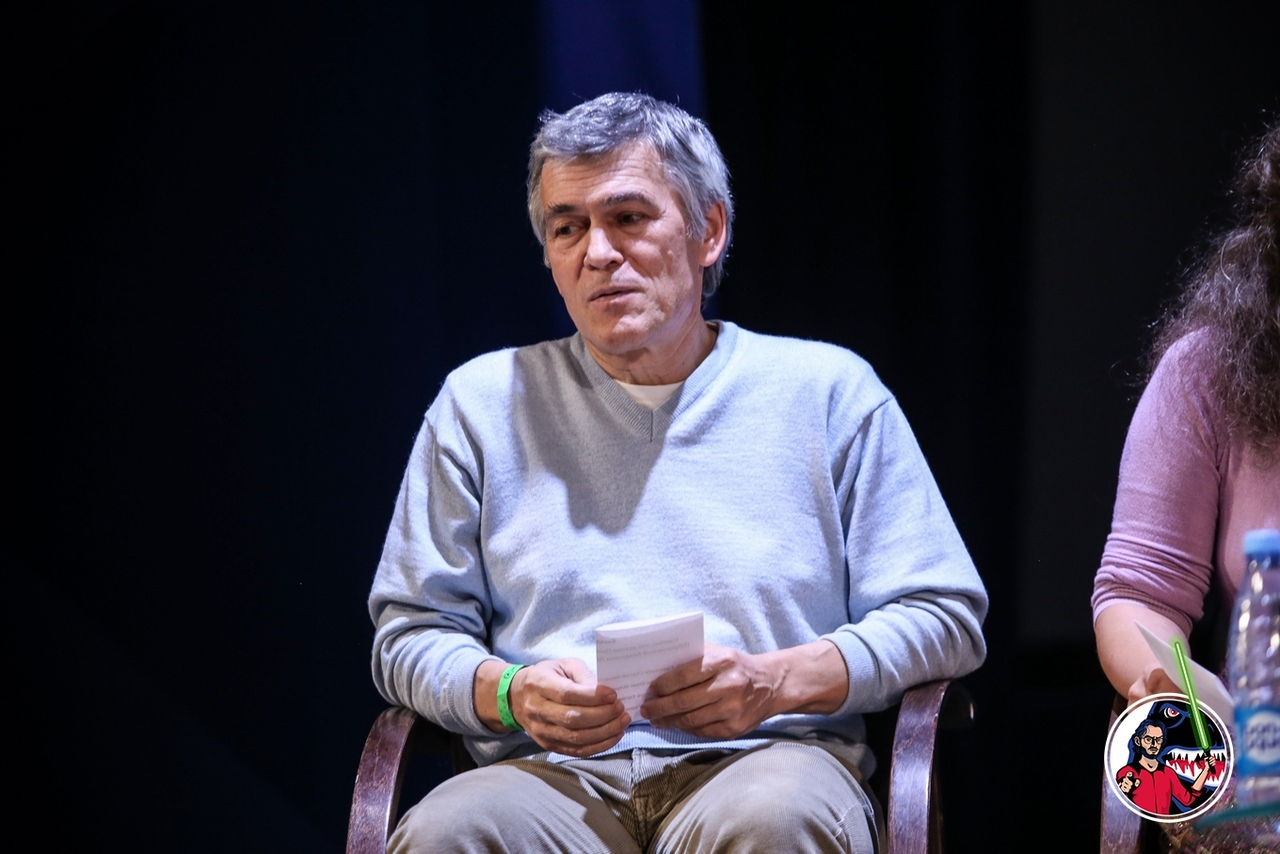
В. Г. Сурдін як член журі на врученні антипремії у рамках науково-просвітницького форуму «Вчені проти міфів-8» 6 жовтня 2018, Москва, НІТУ «МІСіС»

Володимир Сурдін є автором і редактором кількох десятків науково-популярних книг з астрономії та астрофізики, а також великої кількості науково-популярних статей, нарисів та інтерв'ю. За цикл науково-популярних статей удостоєний Літературної премії імені Олександра Бєляєва. Читає популярні лекції у Політехнічному музеї.
Член Комісії РАН з боротьби з псевдонаукою, входить до складу редколегії її друкованого органу — бюлетеня РАН «На захист науки». Скептично ставиться до уфології та астрології.
Був членом вченої ради Московського планетарію. Вийшов із його складу за власним бажанням на знак протесту проти «піднесення в подарунок імен зір» планетарієм.
Голова секції «Пропаганда та популяризація астрономії» Наукової ради з астрономії РАН.
Експерт просвітницької програми «Всенаука». 2021 року книга Володимира Сурдіна «Астрономія. Популярні лекції» потрапила до науково-популярних книг, які в рамках проекту «Дигитека» поширюються в електронному вигляді безкоштовно для всіх читачів.
У 2015 році в інтерв'ю Газета.ru висловився про недостатню підтримку популяризації науки та фактичну відсутність державної політики у цьому питанні.
Веде YouTube канал «Неземний подкаст» https://youtube.com/@surdinpodcast

## Суспільна позиція
У лютому 2022 року підписав відкритий лист російських учених із засудженням вторгнення Росії в Україну та закликом вивести російські війська з української території.
16 лютого 2023 року на каналі Summer Space School виклали відео під назвою Владимир Сурдин: «НЛО загадки и разгадки», де обмовився і висловив свою позицію на рахунок приналежності Криму.[значущість факту?]

## Нагороди
- Премія МГК ВЛКСМ, спільно з О. С. Расторгуєвим і С. Ю. Шугаровим, 1983 — за цикл робіт «Будова й еволюція кулястих зоряних скупчень»[32].
- Премія Президента Російської Федерації у галузі освіти (у складі авторського колективу), 2001 рік.
- Головна премія Міжнародної академічної видавничої компанії «Наука/Інтерперіодика» 2008 року за серію книг «Астрономія та Астрофізика».
- Літературна премія імені Олександра Бєляєва, у номінації «За кращу оригінальну серію науково-мистецьких (науково-популярних, просвітницьких) нарисів, присвячених якійсь спільній темі, або за розгорнуте есе», 2012 рік — за цикл нарисів «Астрономія та астрофізика у XXI віці. Найважливіші відкриття», опублікованих у журналах «Всесвіт. Простір. Час», «Природа», «Наука у фокусі», «Екологія і життя» та «Квант»[2].
- Премія «Просветитель»[ru] у галузі природничих та точних наук, 2012 рік — за книгу «Розвідка далеких планет»[3].
- Премія «Просветитель»[ru] у галузі природничих та точних наук, 2015 рік — фіналіст за книгу «Галактики»[33] та лауреат (у складі авторського колективу) за книгу «Математична складова»[34].
- Премія Міністерства освіти РФ, РАН та МДУ «За вірність науці», 2017 рік — фіналіст у номінації «Популяризатор науки — 2017»[35].
- Золота медаль Російської академії наук «За видатні досягнення у галузі пропаганди наукових знань», 2017 рік (у складі авторського колективу) за книгу «Математична складова».
- Премія «Просветитель»[ru] у галузі природничих та точних наук, 2019 рік — включений у короткий список за книгу «Астрономія: популярні лекції»[36].
- Премія РАН 2021 за курс відеолекцій «Астрономія для старших школярів»[37].
- На честь астронома названо астероїд (365250) Володимирсурдін[ru][38].

## Публікації

### Монографії та навчальні посібники
- Сурдин В. Г., Ламзин С. А. Протозвезды: где, как и из чего формируются звезды. — М.: Наука, 1992. — 192 с., 4380 экз. — ISBN 5-02-014210-7
- Сурдин В. Г. Рождение звёзд. — М.: Едиториал УРСС, 2001. — 264 с. — ISBN 5-901006-99-2
- Сурдин В. Г. Астрономические задачи с решениями.— М.: Едиториал УРСС, 2012. — 240 с. — ISBN 978-5-397-05641-0
- Сурдин В. Г. Астрономия для физиков. Избранные лекции. — Баку: Издательство МГУ, 2017. — 186 с. — ISBN 978-9952-8300-6-4
- Сурдин В. Г. Вселенная в вопросах и ответах. Задачи и тесты по астрономии и космонавтике. — М.: Альпина нон-фикшн, 2017. — 242 с. — ISBN 978-5-91671-720-4
- Сурдин В. Г. Астрономические олимпиады. Задачи с решениями. Изд. 2-е, испр. и доп. — М.: ЛЕНАНД, 2019. — 304 с. — ISBN 978-5-9710-5802-1
- Сурдин В. Г. Астрономия. Популярные лекции. — М.: Издательство МЦНМО, 2019. — 352 с. — ISBN 978-5-4439-2823-4
- Сурдин В. Г. Вселенная озадачивает: астрономия и космонавтика в вопросах и задачах. — Ростов н/Д: Феникс-Т, 2020. — 239 с. — ISBN 978-5-907002-55-5
- Засов А. В., Сурдин В. Г. Астрономия. 10-11 классы: учебник. — М.: БИНОМ. Лаборатория знаний, 2020. — 303 с. — ISBN 978-5-9963-5552-5
- Лапина И. К., Сурдин В. Г. Школа юного астронома. 3-4 классы: учебное пособие для школы. — Изд. 3-е. — М.: Просвещение, 2021. — 96 с. — ISBN 978-5-09-070001-6
- Гомулина Н. Н., Сурдин В. Г. Введение в астрономию. 5-7 классы: учебное пособие для школы. — Изд. 2-е. — М.: Просвещение, 2020. — 109 с. — ISBN 978-5-09-075751-5
- Сурдин В. Г. Астрономия (учебник для медицинских училищ и колледжей) — М.: ГЭОТАР-Медиа, 2021. — 384 c. — ISBN 978-5-9704-6150-1

### Вибрана науково-популярна література
- Клыпин А. А., Сурдин В. Г. Крупномасштабная структура Вселенной. — М.: Знание, 1981. — 60 с.
- Сурдин В. Г. Приливные явления во Вселенной. — М.: Знание, 1986. — 64 с. — (Новое в жизни, науке, технике. Космонавтика, астрономия; 2) — 30570 экз.
- Сурдин В. Г. Гигантские молекулярные облака. — М.: Знание, 1990. — 60 с. — (Новое в жизни, науке, технике. Космонавтика, астрономия; 5/1990) ISBN 5-07-000516-2 — 28 тыс. экз.
- Волков А. В., Сурдин В. Г. Планеты. — М. : СЛОВО/SLOVO, 2000. — 48 с. — (Что есть что). — ISBN 5-85050-483-4.
- Волков А. В., Сурдин В. Г. Планеты. — М. : СЛОВО/SLOVO, 2001. — 48 с. — (Что есть что). — ISBN 5-85050-506-7.
- Сурдин В. Г. Динамика звездных систем. — М.: МЦНМО, 2001.— 32 с. — ISBN 5-900916-90-1
- Сурдин В. Г. Пятая сила. — М.: МЦНМО, 2002. — 40 с. (Библиотека «Математическое просвещение», вып. 17) — ISBN 5-94057-027-5
- Сурдин В. Г. Большая энциклопедия астрономии: более 2500 астрономических терминов: самое полное современное издание. — обновл. и доп. изд. — М.: Эксмо, 2012. — 473 с., [8] л. ил. (Большая современная энциклопедия). ISBN 978-5-699-57087-4
- Сурдин В. Г. (ред.-сост.) Галактики. — М.: Физматлит, 2013. — 432 с. (Астрономия и астрофизика) — ISBN 978-5-9221-1445-5
- Сурдин В. Г. (ред.-сост.) Звёзды. — Изд. 3-е, испр. и доп. — М.: Физматлит, 2013. — 428 с. (Астрономия и астрофизика) — ISBN 978-5-9221-1466-0
- Сурдин В. Г. (ред.-сост.) Астрономия: век XXI. — Изд. 3-е, испр. и доп. — Фрязино: Век 2, 2015. — 608 с. — ISBN 978-5-85099-193-7
- Сурдин В. Г. Разведка далеких планет.— Изд. 4-е, доп. — М.: Физматлит, 2017.— 364 с. — ISBN 978-5-9221-1747-0
- Сурдин В. Г. (ред.-сост.) Марс: великое противостояние. — Изд. 2-е, испр. и доп. — М.: Физматлит, 2018. — 232 с. + 16 с. цв. вкл. — ISBN 978-5-9221-1813-2
- Сурдин В. Г. (ред.-сост.) Солнечная система. — Изд. 2-е, перераб. — М.: Физматлит, 2018. — 460 с. (Астрономия и астрофизика) — ISBN 978-5-9221-1722-7
- Сурдин В. Г. (ред.-сост.) Небо и телескоп. — Изд. 4-е, испр. и доп. — М.: Физматлит, 2019. — 436 с. (Астрономия и астрофизика) — ISBN 978-5-9221-1847-7
- Сурдин В. Г. (ред.-сост.) Галактики — Изд. 3-е, испр. и доп. — М.: Физматлит, 2019. — 432 с. (Астрономия и астрофизика) — ISBN 978-5-9221-1853-8
- Сурдин В. Г. (ред.-сост.) Путешествия к Луне. — Изд. 4-е, испр. и доп. — М.: Физматлит, 2019. — 524 с. — ISBN 978-5-9221-1833-0
- Сурдин В. Г. Вселенная от А до Я. — М.: Эксмо, 2013. — 480 с. — ISBN 978-5699-59691-1
- Сурдин В. Г. Понятный космос: от кварка до квазара. — М.: АСТ, 2021. — 384 с. — ISBN 978-5-17-135800-6
- Сурдин В. Г. Астрономия с Владимиром Сурдиным — М.: АСТ-Аванта+, 2021. — 128 с. — ISBN 978-5-17-137680-2
- Сурдин В. Г. Темная сторона Вселенной — М.: Дискурс, 2022. — 368 с.: ил., — ISBN 978-5-907418-03-5

### Відеолекції
- Лекция «Лунная программа. Вся правда о Луне и Американцах» 26.02.2019 на YouTube, лектор Сурдин В. Г. (лекция в МГУ)
- Лекция «50 лет человек в космосе. Не пора ли обратно?» 13.03.2011 на YouTube, лектор Сурдин В. Г.
- Лекция «Удивительный Марс» 23.01.2013 на YouTube, лектор Сурдин В. Г. (официальное видео, лекция в Московском планетарии)
- Лекция «Спутники Земли: от искусственного до естественного» 17.10.2013 на YouTube, лектор Сурдин В. Г.
- Лекция «Современные телескопы» 27.11.2013 на YouTube, лектор Сурдин В. Г. (официальное видео, лекция в Московском планетарии)
- Лекция «Поиски новой жизни. Исследование близких и дальних планет» 04.12.2013 на YouTube, лектор Сурдин В. Г. (официальное видео, лекция в Московском планетарии)
- Лекция «Заблуждения и мифы о Вселенной» 14.03.2016 на YouTube, лектор Сурдин В. Г.
- Лекция «Околонаучные мифы и СМИ» 26.04.2017 на YouTube, лектор Сурдин В. Г., ИФТИС МПГУ.
- Лекция «Рождение и эволюция звёзд» 3.02.2018 на YouTube, лектор Сурдин В. Г.
- Лекция «Радио для инопланетян» 31.05.2018 на YouTube, лектор Сурдин В. Г., ИФТИС МПГУ.
- Лекция «Тёмная сторона Вселенной: что мы о ней знаем, а о чём лишь догадываемся» 2.04.2019 на YouTube, лектор Сурдин В. Г.(официальное видео, лекция в Московском планетарии)
- Лекция «Время - как его измерить и использовать» 31.12.2019 на YouTube, лектор Сурдин В. Г., Библиотека им. В. В. Маяковского, Санкт-Петербург.
- Лекция Владимира Сурдина «Есть ли жизнь на Венере» на YouTube
- Лекция «Можно ли верить изображениям из космоса?» на YouTube, лектор Сурдин В. Г. (лекция в Технопарке Сколково 29.06.2022)

### Інтерв'ю
- Деконструкция. Владимир Сурдин о фильме «Планета бурь» на YouTube, Владимир Сурдин и Кристина Егорова разбирают с точки зрения науки фильм «Планета бурь» (1961)
- Деконструкция. Владимир Сурдин о фильме «2001 год: Космическая одиссея» на YouTube, Владимир Сурдин и Кристина Егорова разбирают с точки зрения науки фильм «2001 год: Космическая одиссея» (1968)
- Деконструкция. Владимир Сурдин о фильме «Космическая одиссея 2010» на YouTube, Владимир Сурдин и Кристина Егорова разбирают с точки зрения науки фильм «Космическая одиссея 2010» (1984)
- Деконструкция. Владимир Сурдин о фильме «Контакт» на YouTube, Владимир Сурдин и Кристина Егорова разбирают с точки зрения науки фильм «Контакт» (1997)
- Деконструкция. Владимир Сурдин о фильме «Европа» на YouTube, Владимир Сурдин и Кристина Егорова разбирают с точки зрения науки фильм «Европа» (2013)
- Деконструкция – Интерстеллар (рассказывает Владимир Сурдин) на YouTube Владимир Сурдин и Кристина Егорова разбирают с точки зрения науки фильм «Интерстеллар» (2014)
- Деконструкция. Владимир Сурдин о фильме Ридли Скотта «Марсианин» на YouTube, Владимир Сурдин и Кристина Егорова разбирают с точки зрения науки фильм «Марсианин» (2015)

### Фільми
- Вселенная. Жизнь. Разум - Горизонты Вселенной на YouTube Владимир Сурдин в новом документальном сериале о Космосе. Фильм первый